# Kamojang

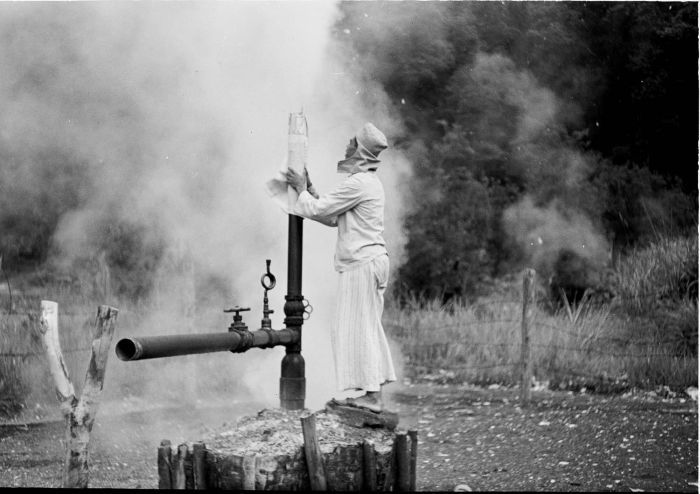
Arbeider aan het werk op de Kawah Kamojang (1935).

Kamojang (Indonesisch: Gunung Kamojang), ook Kawah Kamojang (Kamojang krater) is een geothermische gebied en stratovulkaan in de regentschap Bandung op het Indonesische eiland Java in de provincie West-Java.
Het gebied ligt 7 km ten westen van de vulkaan Guntur.